# Kenneth Choi
Kenneth Choi (Chicago, 20 oktober 1971) is een Amerikaanse acteur. Hij kreeg vooral naamsbekendheid door zijn rol van Henry Lin in de televisieserie Sons of Anarchy, Chester Ming in de Martin Scorsese film The Wolf of Wall Street, rechter Lance Ito in de  film The People v. O.J. Simpson: American Crime Story en zijn rol van Jim Morita en conrector Morita in de Marvel Cinematic Universe films Captain America: The First Avenger en Spider-Man: Homecoming.